# God Put a Smile upon Your Face

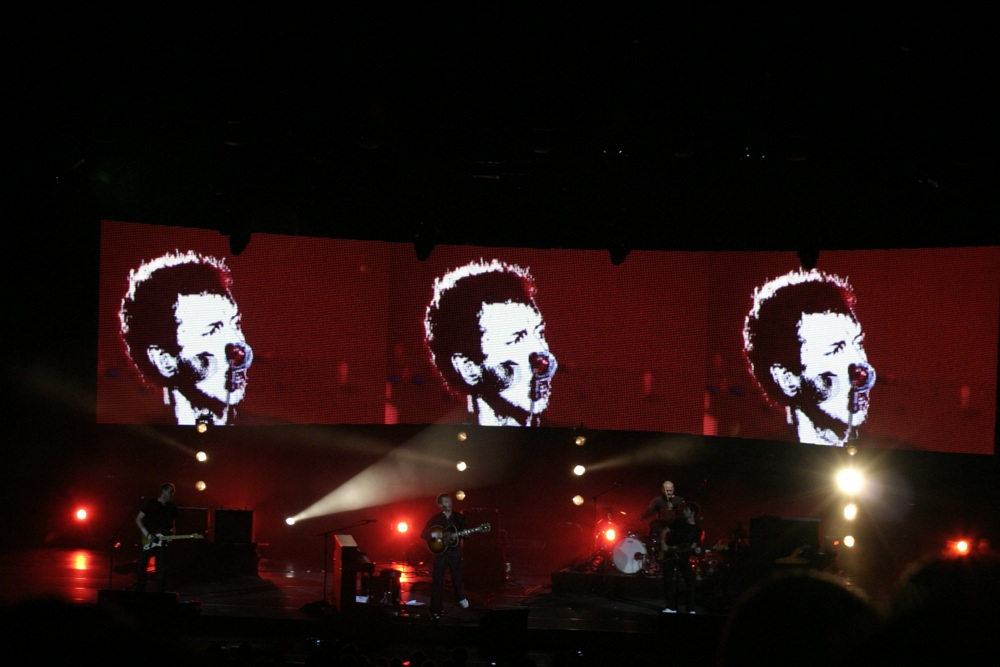
Coldplay speelt God Put a Smile upon Your Face

God Put a Smile upon Your Face is de vierde single van het album A Rush of Blood to the Head van de Britse rockgroep Coldplay. Het album is uitgekomen in Canada, Europa, Australië en een speciale versie voor Taiwan. Promo singles kwamen uit in het Verenigd Koninkrijk en de Verenigde Staten.
Op de hoes van de single ziet je het gezicht van bassist Guy Berryman, bewerkt door kunstenaar Sølve Sundsbø, die ook de cover heeft gemaakt voor A Rush of Blood to the Head.
Het nummer heette in eerste instantie "Your Guess Is As Good As Mine" en was niet bedoeld om op het album te komen.

## Nummers

### Verenigd Koninkrijk/Europa/Canada
1. "God Put A Smile Upon Your Face" - 4:47
2. "Murder" - 5:35

### Australië
1. "God Put A Smile Upon Your Face" - 4:47
2. "Murder" - 5:35
3. "Politik" (live) - 6:45
4. "Lips Like Sugar" (live) - 4:54

Nummer 3 is live vanuit Wembley te Londen op 21 oktober 2002.

Nummers 4 is live vanuit Olympia te Parijs op 27 augustus 2002.

## NPO Radio 2 Top 2000
| Nummer met noteringen in de NPO Radio 2 Top 2000 | '16  | '17  | '18  | '19  | '20  |
| ------------------------------------------------ | ---- | ---- | ---- | ---- | ---- |
| God Put a Smile upon Your Face                   | 1294 | 1391 | 1662 | 1800 | 1973 |

1. ↑  Een vetgedrukt getal geeft de hoogste notering aan.
2. ↑  2016 was het eerste jaar met een notering voor dit nummer.
3. ↑  Deze tabel is bijgewerkt tot en met de laatste editie (2024).